# Compagnie d'assurances contre l'incendie

Compte rendu de la Compagnie royale d'assurances contre l'incendie, 1824.

La Compagnie royale d'assurances contre l'incendie (parfois appelée « Royale-vie ») était une société française par actions au capital de 8 millions de livres, cotée à la Bourse de Paris qui fut l'une des premières en France à lancer des contrats d'assurance-vie, à la fin du XVIIIe siècle, sous l'impulsion du banquier Étienne Delessert. 
Elle est au cœur des grandes spéculations boursières sous Louis XVI.

## Histoire
Une première Compagnie d'assurances contre l'incendie avait reçu en 1786 l'autorisation de se lancer dans cette activité, accordée sans privilège ni exclusivité. La riposte vient trois mois plus après : un nouvel arrêt du Conseil, du 6 novembre 1786, autorise l'établissement concurrent d'une Chambre d'assurance contre les incendies, au capital de 8 millions de livres, promue par Jacques Pierre Brissot, Étienne Clavière, le baron de Batz et le groupe de banquiers pour la plupart genevois qui avaient spéculé contre la Compagnie des Eaux de Paris.